# Gilles Grégoire
Pour les articles homonymes, voir Grégoire.
Gilles Grégoire (né le 6 mai 1926 à Québec, mort le 22 novembre 2006 à Québec) est un homme politique québécois. Il a été député de Lapointe à la Chambre des communes du Canada de 1962 à 1968 et député de Frontenac à l'Assemblée nationale du Québec de 1976 à 1985.

## Biographie
Gilles Grégoire est le fils de J.-Ernest Grégoire et de Germaine Bolduc. Il étudie à l'université Laval. Il obtient une licence en droit en 1951. Il épouse Yolande Lachapelle le 14 juillet 1951 à Québec. Il œuvre comme directeur de publicité, homme d'affaires, journaliste et publiciste.

### Député à la Chambre des Communes
Lors de l'élection fédérale générale du 18 juin 1962, il est élu député de la circonscription de Lapointe à la Chambre des communes du Canada, sous l'étiquette du Parti Crédit social du Canada. Il est réélu lors de l'élection générale du 8 avril 1963. Le 1er septembre 1963, avec d'autres députés du Crédit social, il passe au Ralliement créditiste. Il est réélu sous cette étiquette lors de l'élection générale du 8 novembre 1965. Au Québec, il est élu président du parti Ralliement national le 21 août 1966. Au fédéral, il démissionne du Ralliement créditiste. À partir du 29 août 1966, il est député indépendant à la Chambre des Communes, jusqu'à l'élection générale du 25 juin 1968, à laquelle il ne se représente pas.

### Député à l'Assemblée nationale
Le Ralliement national, présidé par Gilles Grégoire, et le Mouvement Souveraineté-Association, présidé par René Lévesque, fusionnent le 4 août 1968 pour former le Parti québécois. Grégoire est vice-président du Parti québécois de 1968 à 1972. Il est candidat du Parti québécois dans la circonscription de Jonquière lors de l'élection générale québécoise du 29 avril 1970 et il est défait. Il est élu député du Parti québécois de la circonscription de Frontenac à l'Assemblée nationale lors de l'élection générale du 15 novembre 1976. Il est réélu lors de l'élection générale du 13 avril 1981. À partir du 20 juin 1983, il siège comme député indépendant, jusqu'à l'élection générale du 2 décembre 1985, à laquelle il ne se représente pas. En 1983, il est condamné pour avoir eu des relations sexuelles avec des jeunes filles d'âge mineur. Condamné à deux ans moins un jour de prison, il purge quelques mois à la prison provinciale d'Orsainville.